# 埃爾杜恩德峰
8°50′26″N 70°52′53″W / 8.84061°N 70.88133°W
埃爾杜恩德峰（西班牙語：Cerro El Duende），是委內瑞拉的山峰，位於該國西部梅里達州，屬於梅里達內華達山脈中庫拉塔山脈的一部分，該山峰海拔高度4,239米。